# Téléphérique de la Cime-Caron
Ne doit pas être confondu avec Télécabine d'Orelle-Caron ou Télécabine de Caron.
Le téléphérique de la Cime-Caron est un téléphérique de France située en Savoie, entre les communes d'Orelle et des Belleville, frontalier des vallées de la Maurienne et de la Tarentaise.
À sa construction en 1982, c'est la remontée mécanique qui possède les cabines de plus grande au monde.

## Tracé
Depuis l'arrivée de la télécabine de Caron, le téléphérique relie Val Thorens à la cime de Caron à Orelle.

## Histoire
Il est construit en 1982 par Poma. Considéré comme le troisième tronçon permettant d'accéder à ce sommet depuis le village de Val Thorens, le téléphérique permet également d'accéder au secteur d'Orelle.
Ce gros porteur, en dehors de ses caractéristiques techniques, est donc très important au sein du domaine skiable et, malgré son faible débit d'environ 1 450 personnes par heure, il attire beaucoup de monde tout au long de la journée.
Lors de sa construction, ce téléphérique est le plus puissant du monde en termes de capacité avec des cabines d'une capacité de 150 personnes jusqu'à ce que celui de la Saulire à Courchevel soit mis en service. Néanmoins, la cime de Caron reste toujours pour Val Thorens un acteur de sa renommée internationale. Après avoir été équipé de cabines dernière génération en 2010, on peut en conclure que l'exploitant souhaite encore exploiter ce téléphérique durant plusieurs années.
Les câbles du téléphériques ont été changés par Poma en 2019, ainsi qu'une rénovation de certains composants.
Le 19 novembre 2024, hors exploitation touristique, un incident technique a conduit à un accident en gare amont, entraînant l’encastrement de la cabine. Cet accident a causé 8 blessés, dont 2 graves.

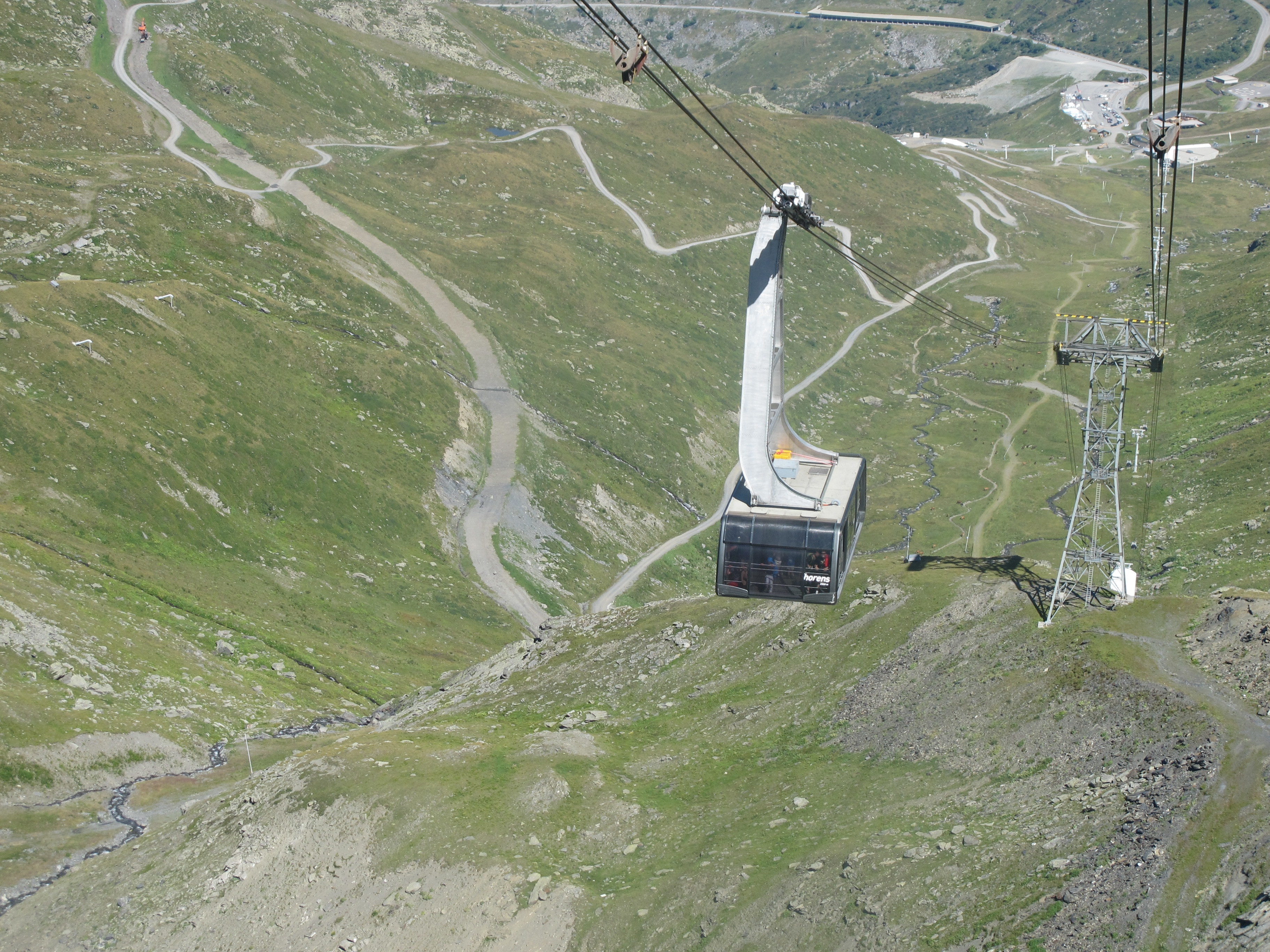
La cabine n°1 en 2016.
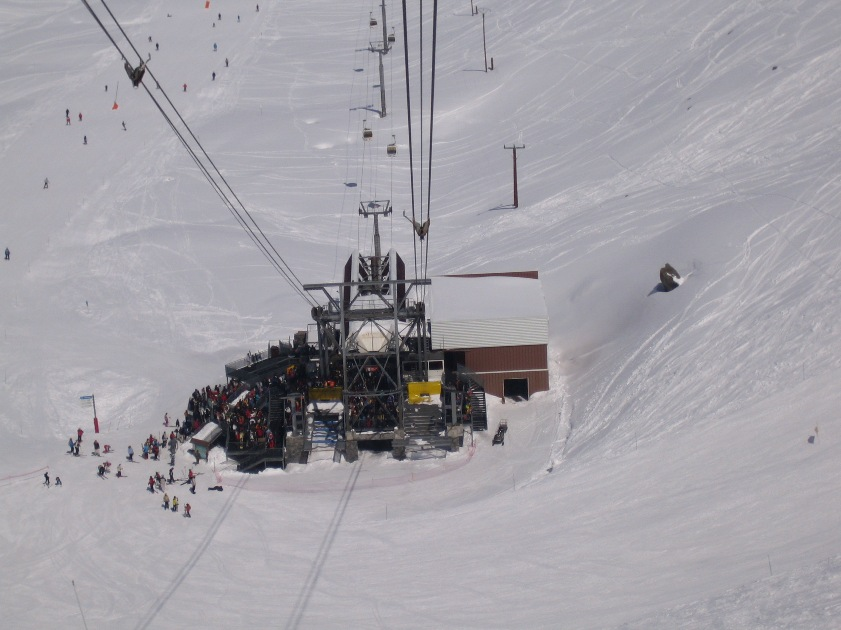
Gare de départ à 2 300 m.
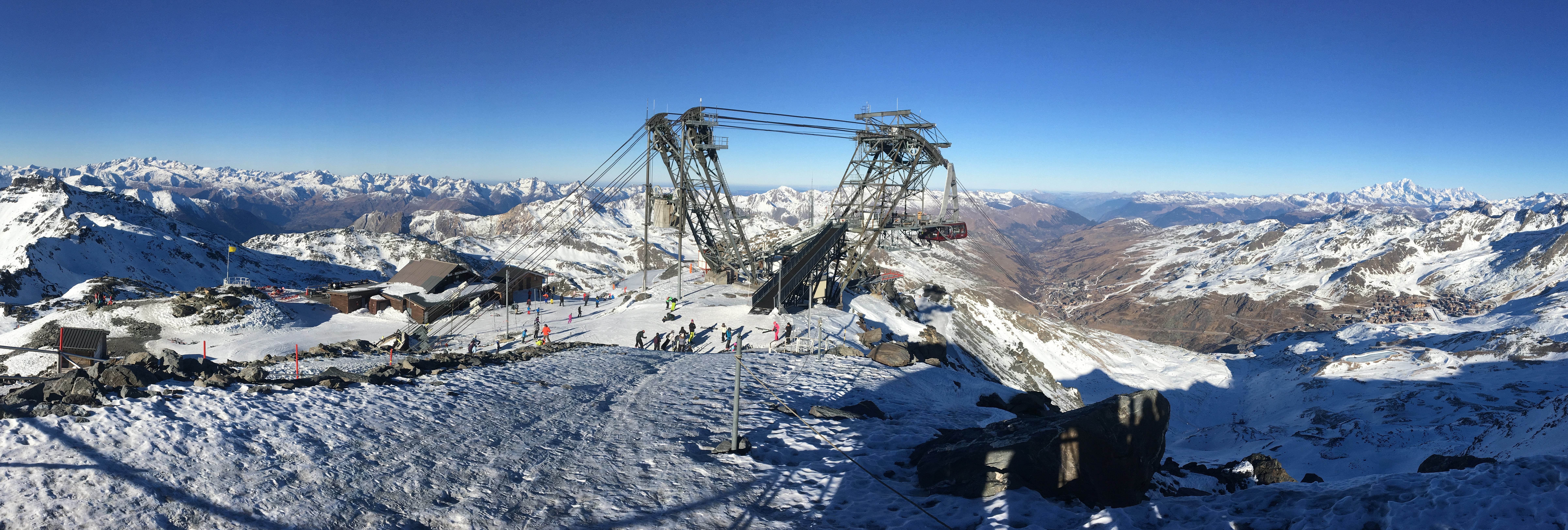
Vue d'ensemble au sommet en 2016.